# الحقيقة (فلم)
الحقيقة (بالفرنسية: La Vérité) هو فيلم دراما لعام 2019 من تأليف وإخراج هيروكازو كورئيدا ومن بطولة النجوم كاثرين دينوف وجولييت بينوش، إيثان هوك، لوديفين ساجنييه، وكليمنتين جرينير، ومانون كلافيل، آلان ليبولت، كريستيان كراهاي وروجر فان هول، حيث إنه أول فيلم لكور إيدا خارج اليابان وليس بلغته الأم.
عُرض الفيلم لأول مرة في العالم في البندقية في 28 أغسطس 2019 وفي اليابان في 11 أكتوبر 2019 بواسطة جيجا بكتشرز وفي فرنسا في 25 ديسمبر 2019 بواسطة لو باكت.

## الممثلون
- كاثرين دونوف بدور فابيين دانجفيل
- جولييت بينوش في دور لومير، ابنة فابيان
- إيثان هوك في دور هانك، زوج لومير
- لوديفين ساجنييه في دور ايمي
- كليمنتين جرينير في دور شارلوت
- مانون كلافيل في دور مانون
- آلان ليبولت في دور لوك جاربوا
- كريستيان كراهاي في دور جاك
- روجر فان هول في دور بيير
- لوران كابيلوتو كصحفي
- مايا سانسا
- جاكي بيروير في دور الشيف

## القصة
فابيان دانجفيل ممثلة فرنسية مشهورة جدًا، أجرت مقابلة حول العمل في كتابها القادم. تصل ابنتها وكاتبة السيناريو لومير وصهرها الممثل هانك وحفيدتها شارلوت لإطلاق كتابها. تتفاجأ لومير من أن الكتاب قد طُبع بالفعل، حيث توقعت قراءته والموافقة على المحتوى الخاص بها أولاً، قبل النشر أخبرتها فابيان أنها أرسلت لها مخطوطة إلى نيويورك (على الرغم من أنه من غير الواضح ما إذا كانت كذبة أم أنها لم تسلمها أبدًا). في وقت لاحق من تلك الليلة، قرأت لومير كتاب والدتها وشرحت فيه.
في اليوم التالي، تواجه لومير فابيين حول بعض الأسطر في الكتاب التي تصور علاقتها بوالدتها على أنها قصة خيالية، نادرًا ما كانت فابيان موجودة لدى لومير عندما كان طفلاً، تسأل لومير أيضًا لماذا لم تذكر سارة مرة واحدة في كتابها (سارة موندفان كونها أفضل صديقة لفابيان) ردت فابيان ببساطة أنه كتابها من اختيارهاولن يقرأه أحد. تريد معرفة الحقيقة لكونها ممثلة مشهورة فإن معجبيها سيجدون الحقيقة غير مثيرة للاهتمام، في وقت لاحق أخبر لوك مدير فابيين لومير أن فابيين قبلت دورها السينمائي الحالي فقط لأنها من بطولة مانون لينوار، الممثلة الكبيرة التالية التي تذكر الجميع بسارة موندفان، فيلم «ذكريات أمي» هو خيال علمي يتناول موضوعات الزمن والشيخوخة.
يذهب لومير إلى موقع التصوير كمساعد فابيين ويشاهد تصوير الفيلم، فيلم داخل فيلم يدور حول أم تحتضر، لذلك تذهب للعيش في الفضاء لوقف تقدم سنها وإبطاء آثار مرضها العضلي، تعود إلى الأرض كل سبع سنوات لزيارة ابنتها التي تكبر وتكبر مع كل زيارة، بينما تظل والدتها شابة. تلعب فابيان دور الابنة في السبعينيات من عمرها، أثناء بروفة القراءة للسيناريو بدت الغرفة معجبًا جدًا بموهبة مانون لكن يبدو أن فابيان منزعجة ومهددة معتقدة أن مانون تتظاهر بالإفراط في التصرف، في وقت لاحق أخبر لوك فابيان أن مانون يذكره بسارة موندفان، بينما يوافق لومير ويقول إنهما يتمتعان بنفس الصوت الذي يبدو أجشًا.
منزعجًا من فابيا، أخبرها لوك أنه يخطط للتقاعد والعيش مع عائلة ابنه. تتفاجأ فابيان عندما يتم تذكيرها بأن لوك لديه الكثير من الأحفاد. يسأله لومير عن سبب مغادرته، ويقول إن فابيان لم تذكره ولو مرة واحدة في مذكراتها كما لو أنه لم يكن موجودًا من قبل. أخبر لومير أنها تستطيع إدارة فابيين لأنها ستشكل فريقًا جيدًا. يفاجئ بيير، والد لومير وزوج فابيان السابق، الجميع بالوصول إلى المنزل. يعتقد لومير بسرعة أنه يريد المال، وهو ما يعتقد أنه يستحقه لنشر فابيان كتابًا يضمه. يخبره لومير أن ذكره الوحيد في الكتاب هو أنه مات.
يقوم جاك زوج فابيين الحالي بإعداد العشاء لجميع أفراد الأسرة بما في ذلك بيير، عندما يهنئ بيير هانك على نجاحاته في التمثيل، يقلل فابيان من شأن مهنة هانك التلفزيونية، ويهين بشكل عرضي قدرته التمثيلية أثناء قيامه بذلك على أنه مجرد تقليد للعودة إلى والدتها لإيذاءها مشاعر هانك، تذكر لومير فجأة كيف سرقت فابيان الدور الحائز على جائزة من سارة من خلال النوم مع المخرج، وأن انتحار سارة كان خطأ فابيان، تصر فابيان على أن وفاة سارة كانت حادثًا، حيث غرقت أثناء السباحة بعد أن شربت كثيرًا، لا يزال لومير يفتقد سارة لأنها كانت لطيفة، تقول فابيان إنها كان يجب أن تكون ابنة سارة وتفضل أن تكون أماً سيئة وصديقة سيئة وممثلة جيدة. منزعجة من عدم حساسية والدتها، تركت لومير الطاولة وهي تبكي هانك الذي توقف عن الشرب، يسكر مع حماته.
في اليوم التالي، أثناء تصوير مشاهد مع مانون والشعور بالتهديد، تلعب فابيان دور المغنية المشتكية عن طريق العبث بخطوطها وإلقاء اللوم على الأشياء التي تشتت انتباهها مثل رنين الهواتف المحمولة، خلال عملية إنزال لاحقة، تسقط لكنها بعد ذلك تسحب منه أداءً رائعًا. فابيان يريد عودة لوك لكنه لا يعرف ماذا يفعل، تطلب منها لومير أن تعتذر وتقول فابيان إنها لم تعتذر أبدًا لرجل من قبل، ثم تطلب من لومير كتابة نص اعتذار مناسب لها كي تحفظه، لاحقًا تناولت العائلة العشاء مع لوك وعائلته الممتدة، وأخبر فابيان لوك أن لومير يريد عودته بدلاً من الاعتذار باستخدام النص الذي كتبه لومير لها.
بالعودة إلى المجموعة، تشعر فابيان بالذعر من شباب مانون والموهبة الواضحة وتترك المجموعة قائلة إنها ستتوقف عن التمثيل وأن مانون يسخر منها، أوقفها لومير وطلب منها أن تعترف فقط بأن مانون ممثلة أفضل وأن تتوقف عن التراجع دائمًا. بدافع الفخر عاد فابيان إلى المجموعة، أخبرت لومير أنها ترى سارة أحيانًا وتعتقد أنها ستكون أفضل في التمثيل إذا كانت سارة تراقبها، تطلب من ابنتها مشاهدتها بدلاً من ذلك، وتنتهي من مشاهدها في الفيلم.
تكمل لومير والدتها على أدائها، وتوقف مانون لاحقًا لشكرها وتثني عليها أيضًا، تعترف فابيان أن هذا كان نوعًا من الأشياء التي كانت ستفعلها مع سارة التي تذكرها مانون بها، انتهى بها الأمر بإعطاء فستان مانون سارة المفضل والذي يناسبها تمامًا، سأل مانون فابيينعن شكل سارة وأخبرتها بمدى موهبتها. يقول مانون إن المقارنة التي يتم إجراؤها بينهما هي عبء، تسأل فابيان لماذا لا تحاول أن تكون فابيين الجديدة، وتقول مانون إن ذلك سيكون ثقيل الوزن للغاية، ويضحكون جميعًا.
تعترف فابيان لوميير بأنها كانت تغار من سارة، لأن سرقتها لدور وجائزة من سارة لا تقارن بسرقة سارة لعواطف ابنتها، يسألها لومير عن سبب عدم وجود ذلك في كتابها، وتقول فابيان إنها ربما ستدرجه في الطبعة الثانية، لومير تعانق والدتها وتبكي وتخبرها أنه يجب أن تمتلك قوى سحرية حقًا لأنها على وشك مسامحتها، ثم فجأة تنزعج فابيان من أنها كان يجب أن تلعب المشهد مع مانون مثل هذا وتعتقد أنه كان مضيعة لعدم استخدام هذه المشاعر في المشهد.
ذهبت شارلوت إلى فابيان وأخبرتها أن أعظم أمنيتها هي أن تصبح ممثلة يومًا ما، تخبر فابيان أن سحرها غير ضروري حتى يظهر ذلك، لأنها حفيدتها أخبرت فابيان أنها تريدها أن تذهب إلى سفينة فضائية حتى تتمكن من التوقف عن الشيخوخة أيضًا، حتى تتمكن من مشاهدتها وهي تكبر لتصبح ممثلة، وهو ما يحرك فابيان، ثم عادت شارلوت إلى لومير وكشفت أنه سطر كتبه لومير لإرضاء جدتها، تسأل شارلوت ما إذا كانت المشاعر حقيقية أم لا. لومير متفاجئًا وغير قادر على الإجابة، يبتسم ببساطة بصعوبة.
يعود لوك إلى العمل، حيث تقدم له فابيان شارلوت ميداليتها محلية الصنع كاعتذار صامت. طلبت منه إعادة تصوير فيلم «ذكريات أمي»، لأنها تعتقد أنها تستطيع تمثيل المشهد بشكل أفضل الآن، يسأل لومير لوك ما إذا كان ينوي المغادرة حقًا، لكنه لم يقل، تتوجه العائلة معًا بينما تلاحظ فابيان، في مزاج سامي، أنها تحب فصول الشتاء الباريسية.

## إنتاج
في يوليو 2018، أُعلن عن انضمام كاثرين دينوف وجولييت بينوش وإيثان هوك إلى طاقم الفيلم. إنه أول فيلم لكورييدا خارج اليابان وليس بلغته الأم.
بدأ الإنتاج في أكتوبر 2018. عمل إريك جوتييه كمصور سينمائي للفيلم.

## روابط خارجية
- الحقيقة على موقع IMDb (الإنجليزية)
- الحقيقة على موقع روتن توميتوز (الإنجليزية)
- الحقيقة على موقع ألو سيني (الفرنسية)
- الحقيقة على موقع أول موفي (الإنجليزية)
- الحقيقة على موقع قاعدة بيانات الأفلام السويدية (السويدية)
- الحقيقة على موقع قاعدة بيانات الفيلم (الإنجليزية)
- الحقيقة على موقع ليتربوكسد (الإنجليزية)
- الحقيقة على موقع كينوبويسك (الروسية)